# Southbridge (Nouvelle-Zélande)
Pour les articles homonymes, voir Southbridge.

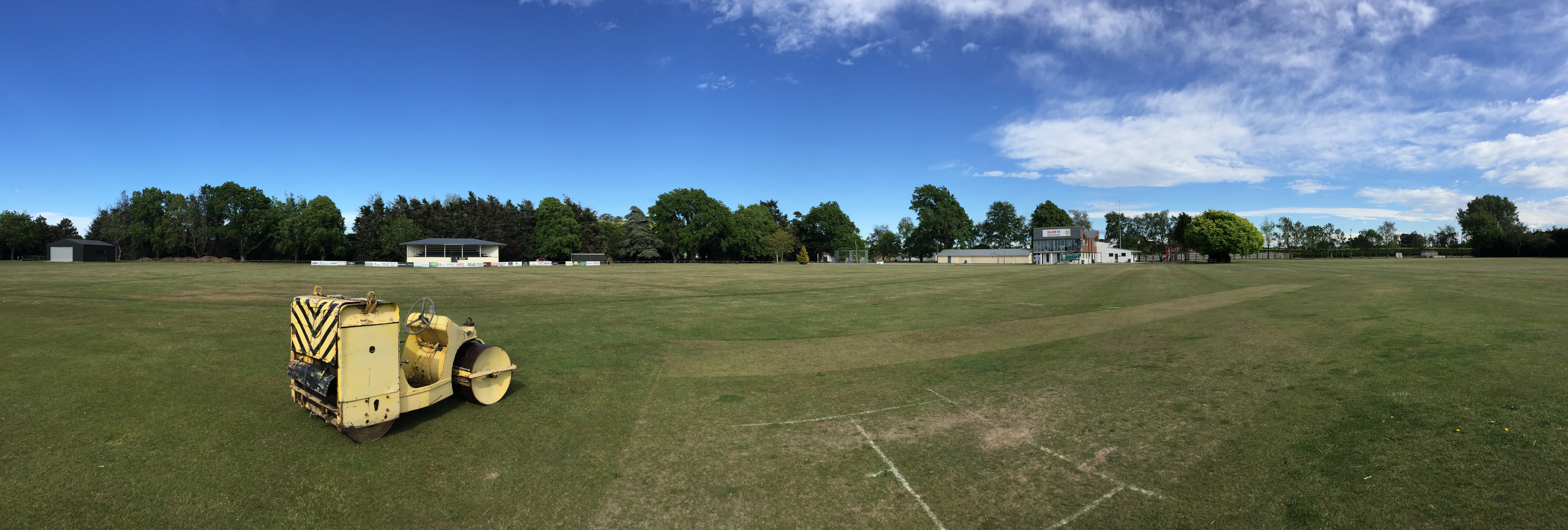

Southbridge est une localité de 720 habitants des plaines de Canterbury, dans l'île sud de la Nouvelle-Zélande. 

## Situation
Elle est localisée à 45 km au sud-ouest de la cité de Christchurch, entre les villes de  Leeston et celle de  Dunsandel à proximité du fleuve  Rakaia.

## Population
Southbridge a une population  de 720 habitants  et approximativement 260 maisons

## Activité économique
La ville sert essentiellement de centre de services pour l'agriculture, mais elle abrite aussi pratiquement 70 petites entreprises commerciales. Elle a une piscine, un court de tennis, une école : école primaire de Southbridge (en), et d'autres attractions.

## Histoire
Le 13 juillet 1875, un embranchement du chemin de fer fut ouvert à partir de Christchurch en direction de la ville de Southbridge. Malgré la proposition de l'étendre plus loin vers la ville de Longbeach et celle de Waterton, le terminus de la ligne resta au niveau de la ville de Southbridge et elle fut donc connue comme la branche de Southbridge (en). Le trafic fut important sur la ligne pendant les premières décades ; en 1914, 2 trains mixtes et des trains uniquement de denrées, circulaient chaque jour.  Toutefois, la ligne entra en déclin après 1920. Le service de transport de passagers vers Southbridge fut interrompu le 14 avril 1951, et la ligne fut fermée entièrement le 30 juin 1962. Quelques restes de la ligne persistèrent et la localisation du niveau de franchissements des routes peut encore être discernée.

## Marae Tribal
Le marae des ‘Ngāti Mok’i, un marae des Ngāi Tahu nommé 'Te Taumutu Rūnanga, est localisé dans la ville de Southbridge. Il comprend aussi la ‘Ngāti Moki’ wharenui (maison de rencontre).

## Personnalités Notables
- Colonel Allen Bell (en) (1870–1936), homme politique, né à Southbridge
- Dan Carter (né en 1982), joueur de rugby de l'union , né à  Southbridge
- Francie Turner (en) (né en 1992), barreur d'aviron, qui grandit à Southbridge[5].